# Wishbone, il cane dei sogni
Wishbone, il cane dei sogni è una serie televisiva statunitense premiata con diversi Daytime Emmy Awards, andata in onda negli Stati Uniti dal 1995 al 1997. Creata da Rick Duffield, è orientata all'intrattenimento dei bambini ed è prodotta dalla Big Feats! Entertainment. Il protagonista della serie, un Jack Russell Terrier dallo stesso nome, è un singolare cane parlante che insieme al padrone Joe Talbot risiede nella piccola città rurale di Oakdale, in Texas.
Le riprese esterne sono state eseguite in un compartimento dei Lyrick Studios.